# Cape Pillar
Cape Pillar är en udde i Australien. Den ligger i delstaten Tasmanien, i den sydöstra delen av landet, omkring 67 kilometer sydost om delstatshuvudstaden Hobart.
Trakten är glest befolkad. Närmaste större samhälle är Port Arthur, omkring 16 kilometer nordväst om Cape Pillar. 
Genomsnittlig årsnederbörd är 655 millimeter. Den regnigaste månaden är november, med i genomsnitt 117 mm nederbörd, och den torraste är augusti, med 11 mm nederbörd.